# Le Filet (film, 1953)
Pour la pièce de théâtre, voir Le Filet.
Pour plus de détails, voir Fiche technique et Distribution.
Le Filet (La red) est un film mexicain réalisé par Emilio Fernández, sorti en 1953.

## Synopsis
Antonio et José Luis, deux jeunes bandits, sont surpris en flagrant délit lors du braquage d'une douane. Si José Luis est arrêté, Antonio parvient à s'enfuir. Traqué, il vit sur une plage déserte avec sa maîtresse Rosanna. Ils vivent de la vente des éponges pêchées par Antonio qui lui permet d'acheter de quoi manger. Un jour, ils sont rejoints par José Luis qui est parvenu à s'échapper. Antonio accepte de le cacher malgré l'hostilité de Rossana qui avoue avoir aimé le compagnon de son amant par le passé.

## Fiche technique
- Titre original : La red
- Titre français : Le Filet
- Réalisation : Emilio Fernández
- Scénario : Neftali Beltran, Emilio Fernández
- Photographie : Alex Phillips
- Musique : Antonio Diaz Conde
- Production : Salvador Elizondo
- Pays d'origine : Mexique
- Format :
- Durée : 83 minutes
- Genre : drame
- Date de sortie : 
  -  Mexique : 20 mai 1953
  -  France : 4 novembre 1953

## Distribution
- Rossana Podesta : Rossana
- Crox Alvarado : Antonio
- Armando Silvestre : José Luis
- Guillermo Cramer : Rivera
- Carlos Riquelme : le vendeur d'éponges
- Margarito Luna : le pêcheur

## Distinctions
Le film a été présenté en sélection officielle en compétition au Festival de Cannes 1953.